# 럭키 몬스터
《럭키 몬스터》는 2020년에 개봉한 대한민국의 영화이다.

## 캐스팅
- 김도윤 : 도맹수 역
- 장진희 : 성리아 역
- 박성준 : 럭키몬스터 역
- 우강민 : 노만수 역
- 박성일 : 최필연 역
- 배진웅 : 박건아 역
- 한동희 : 동만 역
- 조승구 : 오락실주인 역
- 서윤호 : 노숙자 역
- 정진혁 : 텀블링장주인 역
- 문영동 : 김 형사 역
- 김현 : 미숙 역
- 장유 : 복권방 주인 역
- 신정섭 : 경비 아저씨 역
- 이기창 : 오토바이 남 역
- 이현주 : 유다연 역
- 우상기 : 복권방 손님 1 역
- 최교식 : 복권방 손님 2 역
- 이승일 : 불량학생 1 역
- 이동민 : 불량학생 2 역
- 김성욱 : 불량학생 3 역
- 이시은 : 불량학생 여 역
- 안석현 : 텀블링장 꼬마 1 역
- 김리원 : 텀블링장 꼬마 2 역
- 강민재 : 텀블링장 꼬마 3 역
- 최승빈 : 텀블링장 꼬마 4 역
- 배명호 : 점퍼 남 1 역
- 김동혁 : 점퍼 남 2 역
- 서동락 : 점퍼 남 3 역
- 김건원 : 점퍼 남 4 역
- 김정권 : 점퍼 남 5 역
- 고규필 : 농협직원 역 (우정출연)
- 홍이주 : 다방직원 역 (우정출연)
- 장준휘 : 박 팀장 역 (우정출연)

## 같이 보기
- 2020년 대한민국의 영화 목록

## 수상
- 2019년 제24회 부산국제영화제 수상 KTH상 (봉준영)
- 2021년 제8회 들꽃영화상 후보 촬영상